# Francisco de Paula del Villar y Lozano
Francisco de Paula del Villar y Lozano (Múrcia, 22 de gener de 1828 - Barcelona, 16 de maig de 1901) va ser un arquitecte espanyol que dugué a terme la seva activitat principalment a Barcelona i rodalia en arquitectura religiosa, industrial, sanitària i edificis públics, entre altres tipus d'edificacions; el seu estil fou essencialment els imperants a l'època, com ara el neogoticisme o l'historicisme.

## Biografia

### Joventut i estudis
Nascut a Múrcia el 22 de gener de 1828, fill de Francisco de Paula del Villar Castillo i d'Ana Lozano Menchirón. Estudià ensenyaments secundaris de batxillerat en filosofia, de 1838 a 1843 a l'Institut de Múrcia i en matemàtiques de 1843 a 1845. Estudià també en la Sociedad Económica de Amigos del País de Murcia el 1844 mecànica i química aplicada a les arts, ben considerat pels seus superiors.
Es matricula el 1845 a la Escuela Especial de Arquitectura de Madrid. També sol·licità l'examen d'agrimensor a la Diputació de Múrcia el mateix any i li fou concedit l'11 d'agost. Entre 1849-1850 segueix cursant a Madrid el tercer curs de carrera, mentre també sol·licita i obté el títol de Director de Camins Veïnals. El 5 de juny de 1852 aconseguia finalment el seu títol en arquitectura per la Reial Acadèmia de Belles Arts de San Fernando. Intentà treballar a la seva ciutat natal oferint-se al consistori murcià, però no li fou possible i, finalment, no treballà mai a Múrcia.

### Trasllat a Barcelona
El 1852 feu oposicions per a la càtedra de Mecànica i Construcció de segon any de la carrera de Mestres d'Obra i Directors de Camins Veïnals de Sevilla, quedà en segona posició. L'any següent s'instal·la a Barcelona i ho intentà de nou a l'Escola de Belles Arts, per la qual fou escollit per a ocupar-la el 17 de març de 1853. Dos anys més tard publicava un llibre amb les seves lliçons, encara deutores de la seva formació a San Fernando. Fou també acadèmic numèric, el 1853, i bibliotecari de l'ara anomenada Reial Acadèmia de Belles Arts de Sant Jordi de 1855 a 1873.
Es va casar amb Eloïsa Carmona Trallero. A Barcelona fou cridat com a arquitecte municipal a prestar servei durant l'epidèmia de còlera el 1854, i com a mèrit d'aquest fet fou condecorat amb la creu de 2a classe de l'Ordre Civil de Beneficència, perquè tingué a càrrec seu els hospitals. Del Villar també exercí d'arquitecte diocesà de 1874 a 1892, substituït en el càrrec pel seu propi fill, Francesc de Paula del Villar i Carmona, nascut el 1861. El 1859 es presenta a Arquitecte Provincial de Barcelona, però, malgrat quedar primer en la terna, hi renuncia perquè preferí conservar la seva càtedra. Als anys seixanta i setanta actua com a arquitecte municipal de Badalona.
El 1875 passà a ser catedràtic de l'Escola Provincial d'Arquitectura, mantinguda per la Diputació de Barcelona i també acadèmic de Ciències i Arts. Fou nomenat acadèmic de mèrit de la de San Fernando el 1879; també esdevingué president de l'Associació d'Arquitectes de Catalunya de 1878 a 1980. Deu anys més tard, el 1889, a causa de la mala salut d'Elies Rogent durant la preparació de l'Exposició Universal de 1888, Francisco de Paula fou nomenat director de l'Escola d'Arquitectura de Barcelona, per la seva antiguitat i mèrits propis. El 1900 abandonà el càrrec per jubilació reglamentària.

## Obres i actuacions
Un dels vessants més importants de Francisco de Paula fou la religiosa, com a arquitecte diocesà va restaurar l'església de Santa Maria del Pi, la Casa de Misericòrdia. Així mateix, va ser autor de nombroses esglésies parroquials, com la de Sant Cebrià de Tiana o en la restauració de Sant Pere de Camprodon; també va projectar l'absis del Monestir de Montserrat amb l'assistència de Gaudí, i algunes restauracions en el mateix monestir. L'any 1877 va rebre l'encàrrec per part de l'Associació de Devots de Sant Josep de construir el temple de la Sagrada Família. Villar va concebre un projecte neogòtic, del qual, no obstant això, només es va construir part de la cripta. Va abandonar el projecte el 1883 per desacords amb Joan Martorell i Montells, arquitecte assessor de Josep Maria Bocabella, president de l'Associació de Devots i promotor del projecte. Ofert l'encàrrec a Martorell, va refusar la seva realització, recomanant, en canvi, el jove Antoni Gaudí, qui es va fer càrrec del projecte.
Tanmateix, els edificis religiosos no foren els únics que realitzà. Per exemple, durant el seu període com a arquitecte municipal de Badalona hi projectà el nou Ajuntament de la vila, d'estil historicista, i també dissenyà la rambla de Badalona.

## Galeria

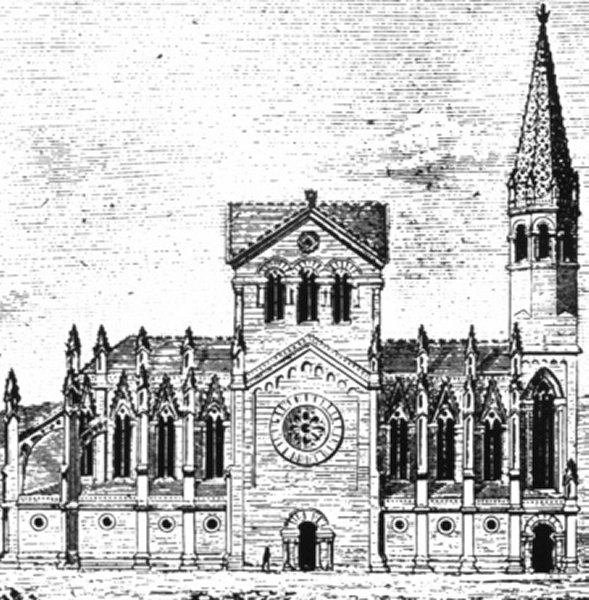
Projecte neogòtic de la Sagrada Família.
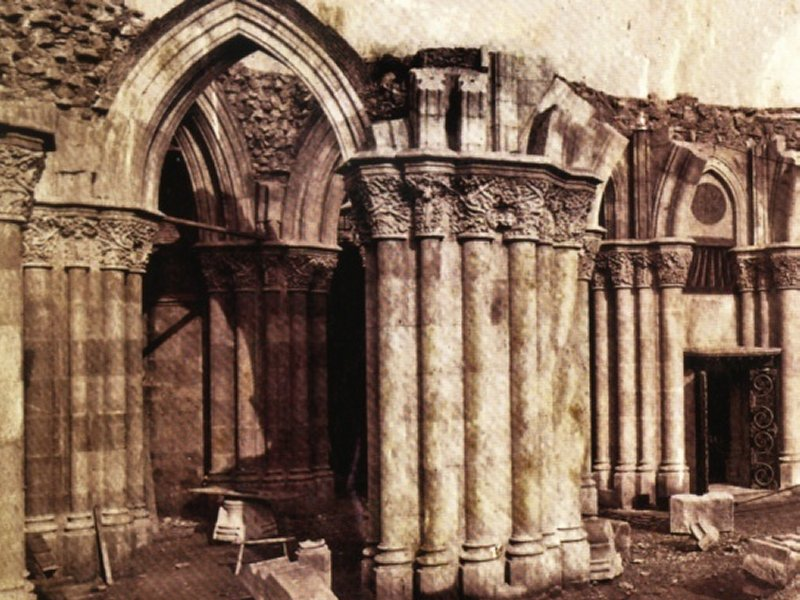
Cripta de la Sagrada Família el 1885.
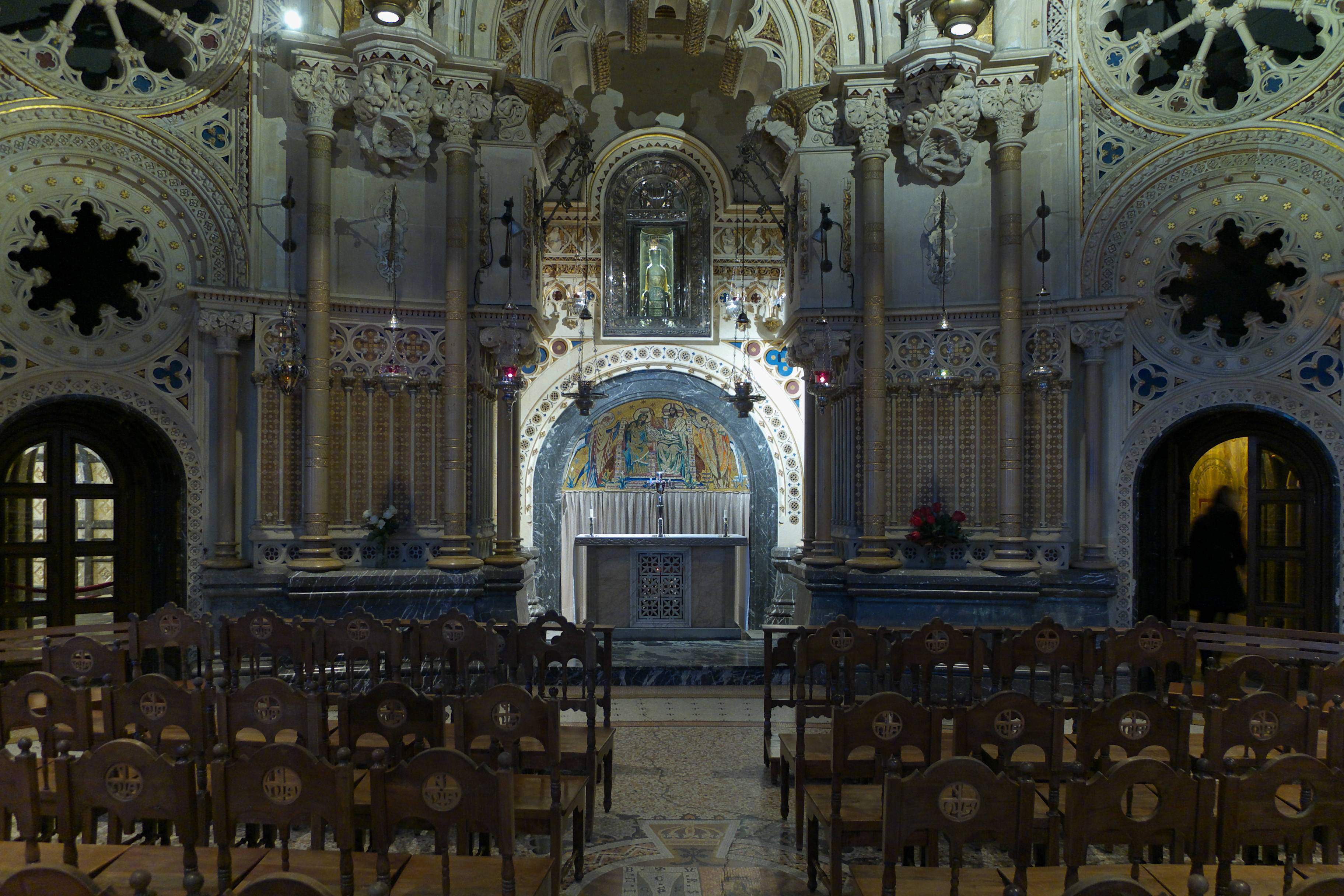
Cambril de la Mare de Déu, església del Monestir de Montserrat - de fet és obra del seu fill, Francesc de Paula del Villar i Carmona.
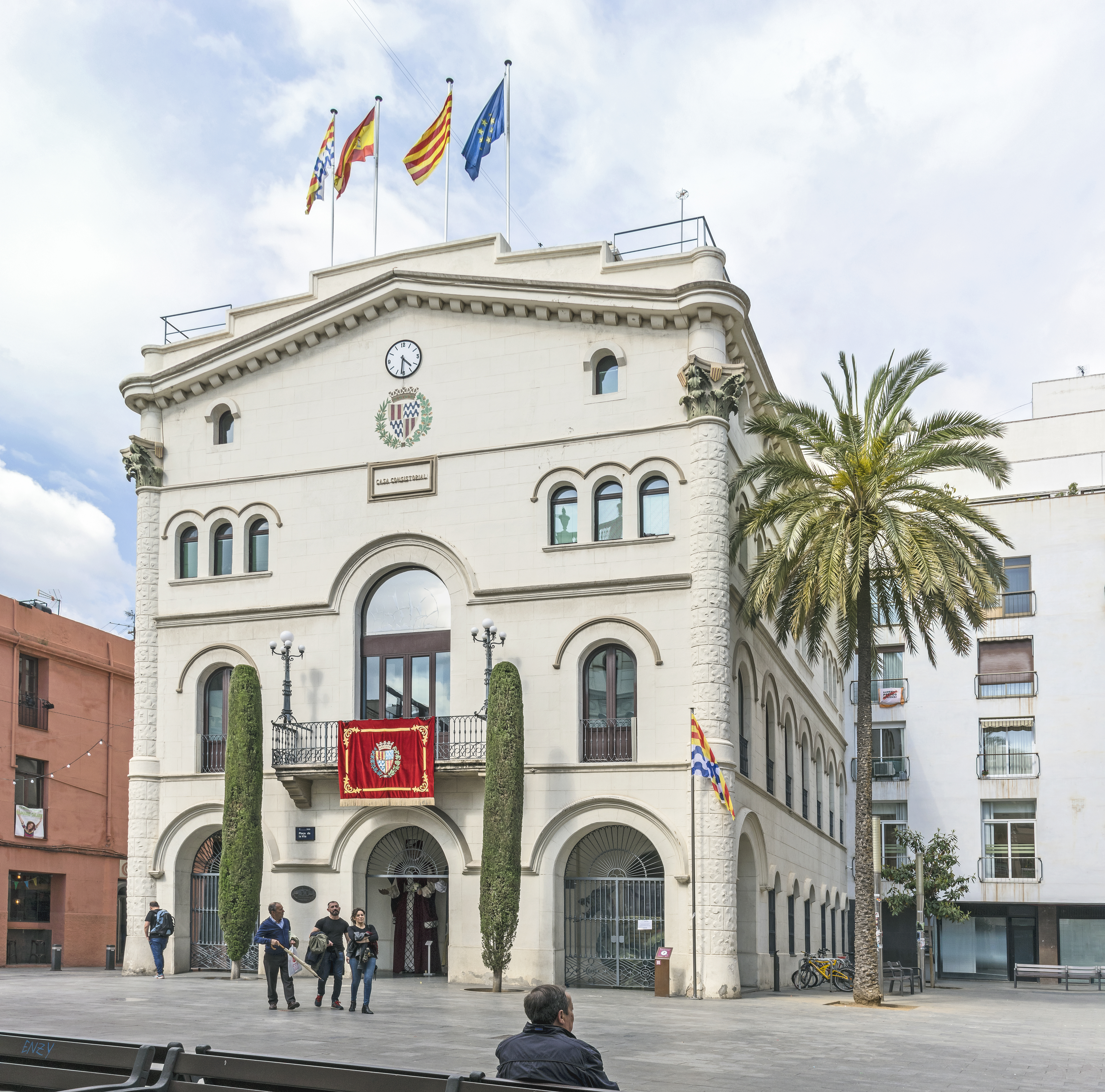
Casa de la Vila de Badalona.
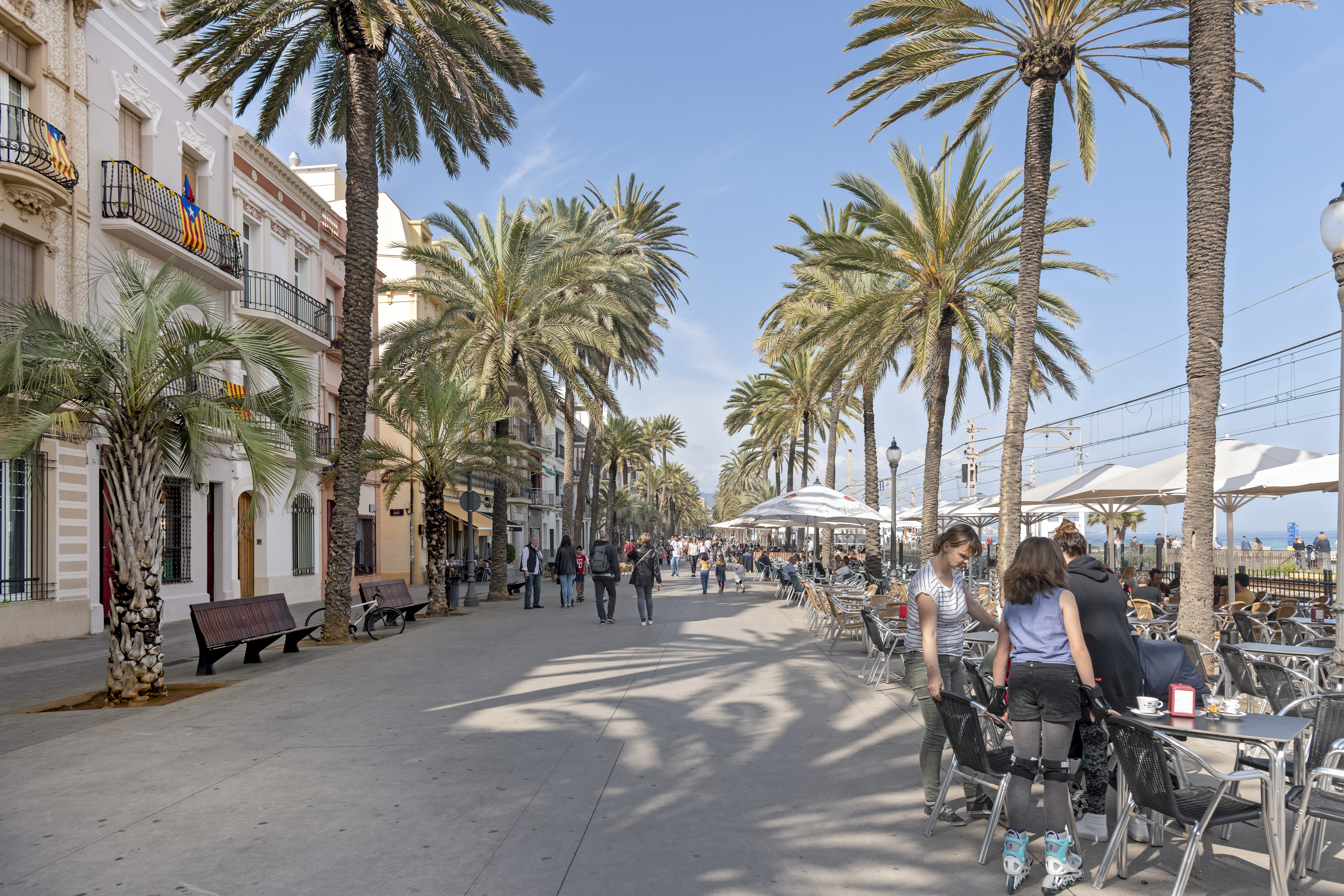
Rambla de Badalona.
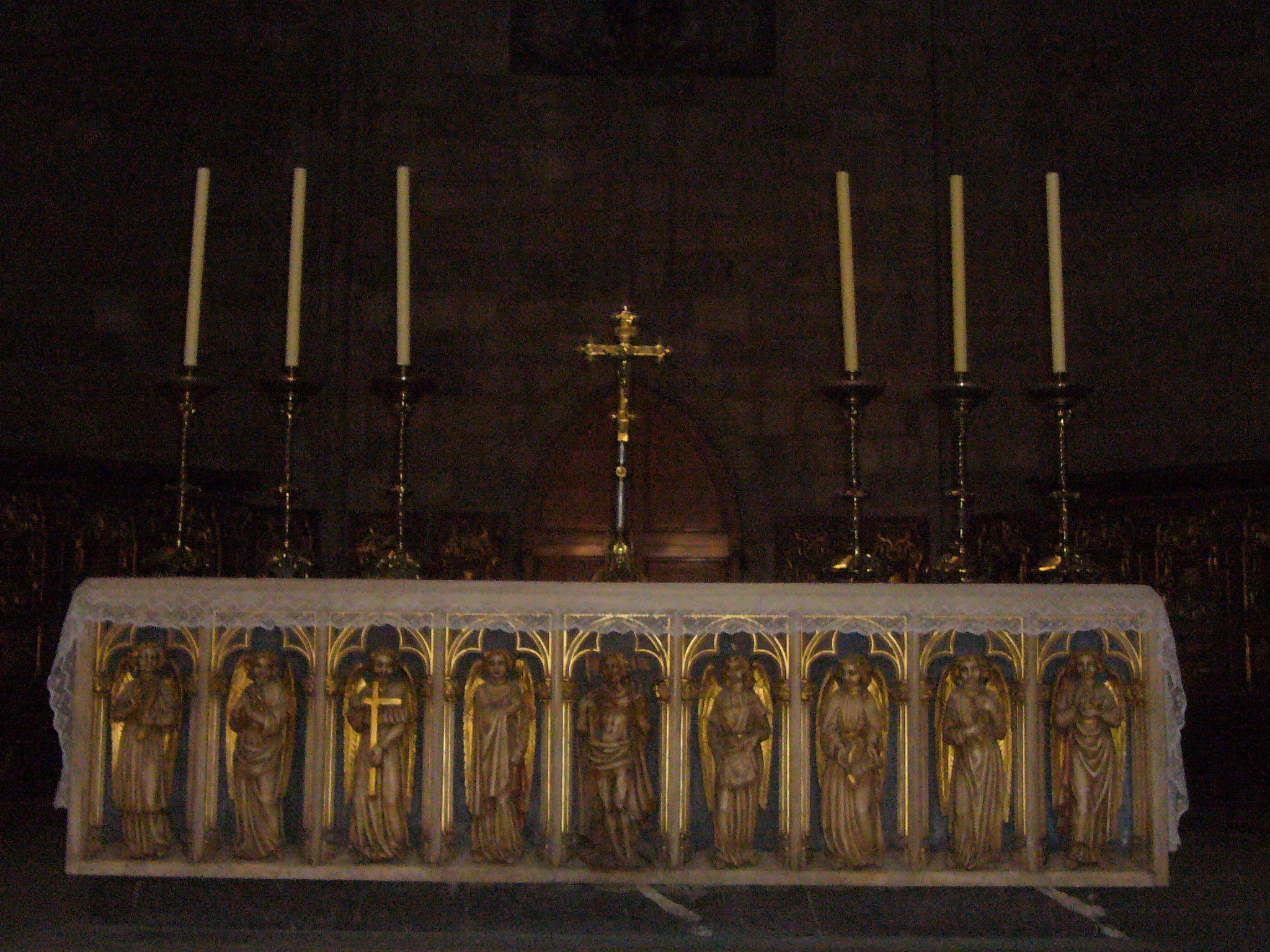
Altar de Santa Maria del Pi.